# Bhundu Boys
Bhundu Boys est un groupe zimbabwéen mêlant la chimurenga avec des influences rock 'n' roll, disco, country et pop, actif entre 1983 et 2000. Leur style est popularisé avec le jit-jive, très populaire en Afrique. Les Bhundu Boys connaissent un succès international, et ils ont influencé  Nehoreka et Mokoomba. Le DJ britannique Andy Kershaw (en), déclare à leur propos qu' ils étaient « ... le groupe pop le plus naturel, le plus facile et le plus accrocheur que j'aie jamais entendu ». John Peel de la BBC craque au charme du groupe la première fois, qu'il l'a vu se produire en direct.
Le nom vient de Bhundu (qui signifie « jungle »), en référence aux jeunes garçons qui avaient l'habitude d'aider les guérilleros nationalistes dans la guerre des années 1970 contre le gouvernement de la minorité blanche de ce qui était alors la Rhodésie. Le chanteur principal Biggie Tembo (Biggie Rodwell Tembo Marasha) était originaire du bhundu.

## Histoire

### Débuts
Les Bhundu Boys enregistrent leur premier single dans les studios Shed Studios (en), qui produit des centaines d'enregistrements, à Harare le 1er février 1983, dans le cadre de la campagne du Studio pour parrainer plus de musique locale. Les Bhundu Boys atteignent le sommet de la scène musicale zimbabwéenne sur le label Rugare de Shed Studio, avec quatre enregistrements qui sont classés numéro un — Baba munini Francis, Wenhamo Haaneti, Hatisitose et " Tsvimbodzemoto — entre 1981 et 1984.

### Succès au Royaume-Uni
Ils sont remarqués au Royaume-Uni en 1986, par Owen Elias et le musicien Champion Doug Veitch (en), ce qui attire l'attention des DJ John Peel et Andy Kershaw qui font la promotion de l'album Shabhini, sorti sur le label Discafrique en 1986. Le groupe se rend pour une tournée live organisée par Elias, et le graphiste écossais Gordon Muir qui devint leur manager .
Basé à Hawick, en Écosse, le groupe voyage à travers le Royaume-Uni pendant un an, il est salué par Eric Clapton et Elvis Costello et Madonna. En 1987, lors de la sortie de leur deuxième album britannique Tsvimbodzemoto chez Elias, sur le label Discafrique, les Bhundu Boys ne renouvellent pasleur contrat avec Shed Studios en préférant se tourner vers Warner Music Group. Le groupe se produit en Amérique du Nord, en Australie et à Hong Kong, néanmoins leur premier album WEA True Jit, produit par Robin Millar a été défavorablement reçu.

### Déclin
Après l'échec commercial de leur deuxième album, ils sont congédiés par la firme WEA. Leur leader Biggie Tembo ayant atteint une renommée à travers les médias, est jalousé par son guitariste Rise Kagona. Tembo quitte le groupe en 1990 à la suite d'une altercation à l'aéroport de Harare. Le groupe continue, mais il ne connaîtra plus jamais la même audience. Le groupe continue, mais sans l'écriture de Tembo, le groupe n'aura plus jamais le même accueil de la part de la presse musicale ou du public. Trois membres décèdent de complications liées au SIDA : David Mankaba (décédé en 1991),  son remplaçant Shepherd Munyama (décédé en 1992) et Shakespear Kangwena (décédé en 1993).
Tembo tente un retour en collaborant avec un groupe de Bristol, Startled Insects, sans succès. De retour au Zimbabwe au début des années 1990, il essaye de produire lui-même un peu plus de musique aux Shed Studios, y compris deux albums (Baba of Jit et Out of Africa), dont aucun n'est correctement publié. Tembo tombe malade de dépression, devient chrétien pratiquant, et se pend finalement dans un hôpital psychiatrique en 1995, où il avait été sectionné pour des explosions violentes,,.

## Discographie

### Albums studio
- 1983 : Chekudya Chose (Rugare)
- 1984 : Hupenyu Hwangu (Rugare)
- 1986 : Shabini (DiscAfrique, Afril02)
- 1987 : Tsvimbodzemoto  (DiscAfrique, Afrilp03)
- 1987 : True Jit (WEA)
- 1989 : Pamberi  (WEA)
- 1990 : Live at King Tut's Wah Wah Hut (DiscAfrique, Afrilp007)
- 1993 : Friends on the Road  (Cooking Vinyl)
- 1997 : Muchiyedza  (Cooking Vinyl)
- 2001: The Shed Sessions  (Sadza)

### Participation
- 1996 : The Rough Guide to the Music of Zimbabwe[10] (World Music Network)